# Peter Simonsen
Peter R. Simonsen (17 aprile 1959) è un ex calciatore neozelandese, di ruolo centrocampista.

## Carriera

### Club
Iniziò la carriera tra le file del Nelson United nel 1977, club con cui conquista nella sua prima annata una Chatham Cup. Nel 1981 passa al Gisborne City, mentre l'anno seguente gioca tra le file del Manurewa.
Nel 1984 torna al Gisborne City con cui conquista nello stesso anno il campionato neozelandese. Chiuderà la carriera nello stesso club l'anno successivo.

### Nazionale
Vestì la maglia della Nuova Zelanda in undici occasioni segnando una rete, esordendovi il 1º ottobre 1978 in un incontro contro Singapore.
Fece parte della spedizione All whites al Mondiale spagnolo del 1982, non scendendo mai in campo.

## Palmarès
- Campionato neozelandese: 1

Gisborne City: 1984
- Chatham Cup: 1

Nelson United: 1977